# 歐米茄鎮區 (伊利諾伊州馬里昂縣)
歐米茄鎮區（英語：Omega Township）是位於美國伊利諾伊州馬里昂縣的一個行政鎮區。

## 地方資料
根據2010年美國人口普查的數據，歐米茄鎮區的面積為94.10平方千米，當中陸地面積為91.90平方千米，而水域面積為2.20平方千米。當地共有人口1657人，而人口密度為每平方千米17.61人。